# Чемпіон (фільм, 1931)
«Чемпіон» (англ. The Champ) — американська спортивна драма режисера Кінга Відора 1931 року.

## Сюжет
Історія про взаємини між Енді Перселла, колишнім боксером-чемпіоном, і його сином Дінком.

## У ролях
- Воллес Бірі — чемпіон Енді Перселла
- Джекі Купер — Дінк
- Айрін Річ — Лінда
- Роско Ейтс — Губка
- Гейл Гамільтон — Тоні
- Джессі Скотт — Іона
- Марсія Мей Джонс — Мері Лу

## Нагороди й номінації
У 1932 році фільм отримав дві премії «Оскар»: 
- Найкраща чоловіча роль — Воллес Бірі
- Найкращий сценарій — Френсіс Маріон

Крім того, номінувався на здобуття премії ще у двох категоріях:
- Найкращий фільм
- Найкраща режисура — Кінг Відор